# Найкращі роки рок-н-ролу
«Найкращі роки рок-н-ролу» — кінофільм 2009 року.

## Зміст
Фільм про молоду людину, що став рок-зіркою. Життя прекрасне, до певного моменту. Другий альбом зірки провалився, і хлопцеві доводиться повернутися в рідне містечко.

## Ролі
| Актор          | Роль |
| -------------- | ---- |
| Лукас Хаас     | -    |
| Кевін Зегерс   | -    |
| Джейсон Ріттер | -    |
| Біллі Моррісон | -    |
| Макс Розенбаум | -    |
| Керен Гілберт  | -    |
| Лорен Холлі    | -    |
| Еймі Тігарден  | -    |
| Терін Меннінг  | -    |
| Джеймс Ренсон  | -    |

## Знімальна група
- Режисер — Скотт Д. Розенбаум
- Сценарист — Ясин Кадик, Скотт Д. Розенбаум
- Продюсер — Корнеліус С. Картер III, Майк Елліс, Джозеф Уайт
- Композитор — Ендрю Холландер